# شاهزاده‌نشین آنهالت
شاهزاده‌نشین آنهالت (به آلمانی: Fürstentum Anhalt) یکی از ایالات امپراتوری مقدس روم در حدود ایالت فدرال کنونی زاکسن-آنهالت در آلمان بود. 
این شاهزاده‌نشین در ۱۲۱۲ میلادی زیر فرمان خاندان آسکانی از دوک‌نشین ساکسونی جدا شد. نخست این ایالت به صورت کنت‌نشین اداره می‌شد و سپس به صورت شاهزاده‌نشین درآمد. در ۱۸۰۶ میلادی ناپلئون بناپارت دوک‌نشین‌های تازهٔ آنهالت-برنبورگ، آنهالت-دسائو و آنهالت-کوتن را به وجود آورد. 